# 소토
소토(인도네시아어: soto)는 인도네시아의 국이다. 인도네시아의 국민 음식 가운데 하나로 여겨진다. 인접한 말레이시아, 브루나이, 싱가포르 및 인도네시아를 식민 지배했던 네덜란드와 네덜란드의 식민지배를 받았던 수리남에서도 즐겨 먹는다. 인도네시아에서는 와룽에서 사 먹는 길거리 음식이기도 하며, 소토 아얌(닭고기 소토) 등이 위안을 주는 음식으로 여겨지기도 한다.

## 이름
한국에서 "국"과 "수프"를 구분해 부르듯이, 인도네시아에서는 전통 국물 요리를 "소토(soto)"로, 서양식 국물 요리를 "솝(sop)"으로 구분해 부른다.

## 사진 갤러리

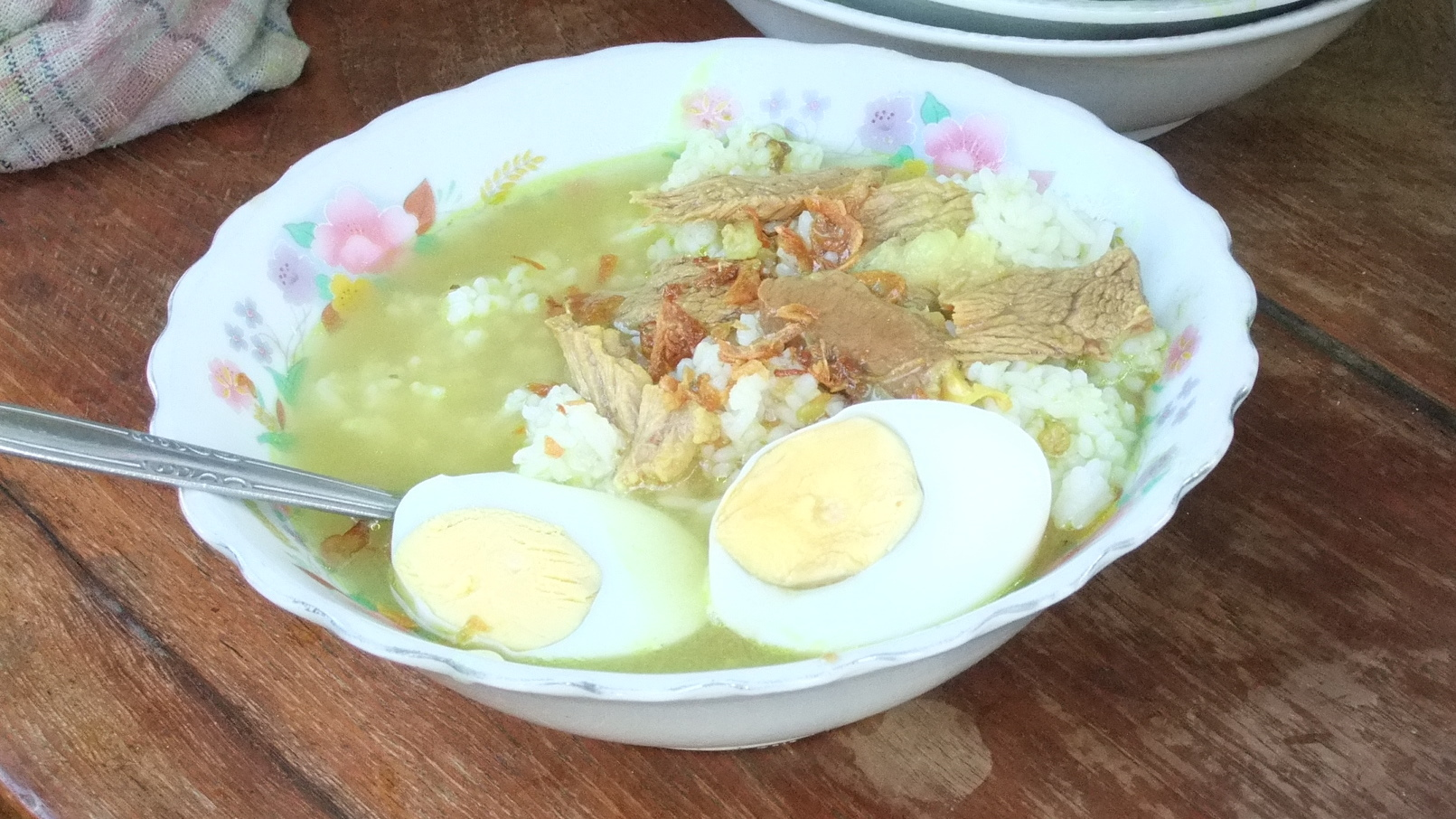
소토 마두라
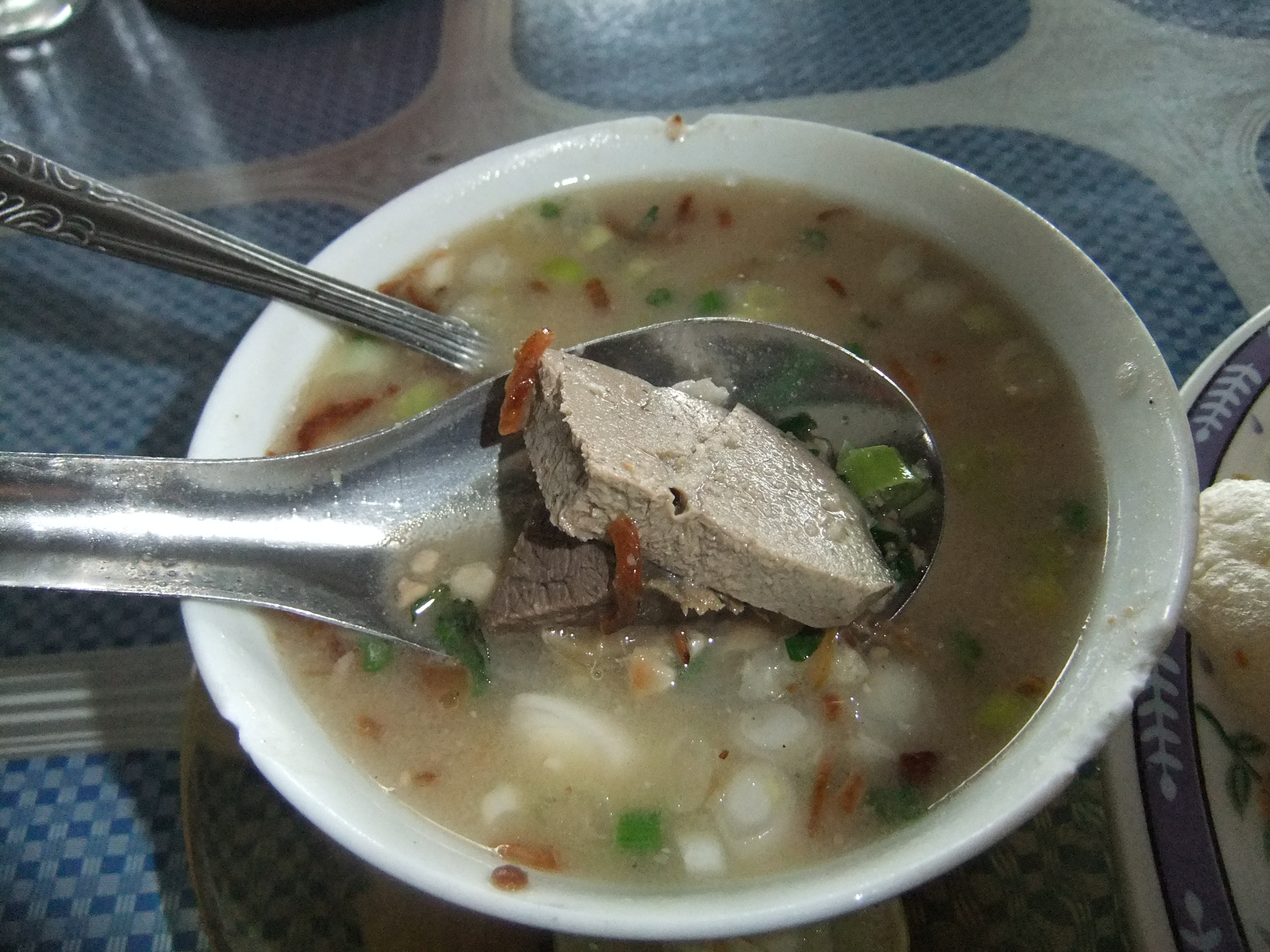
소토 마카사르
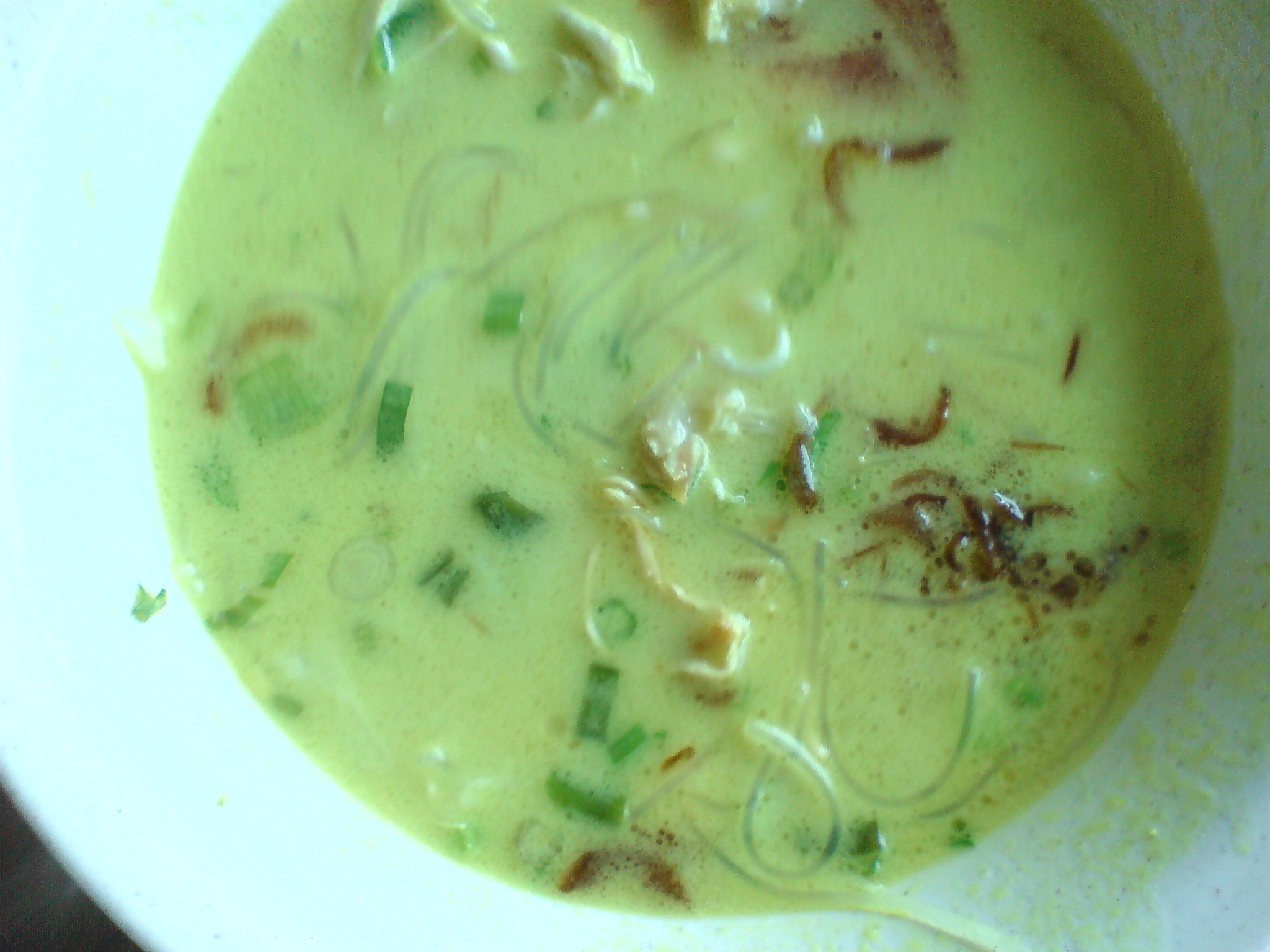
소토 메단
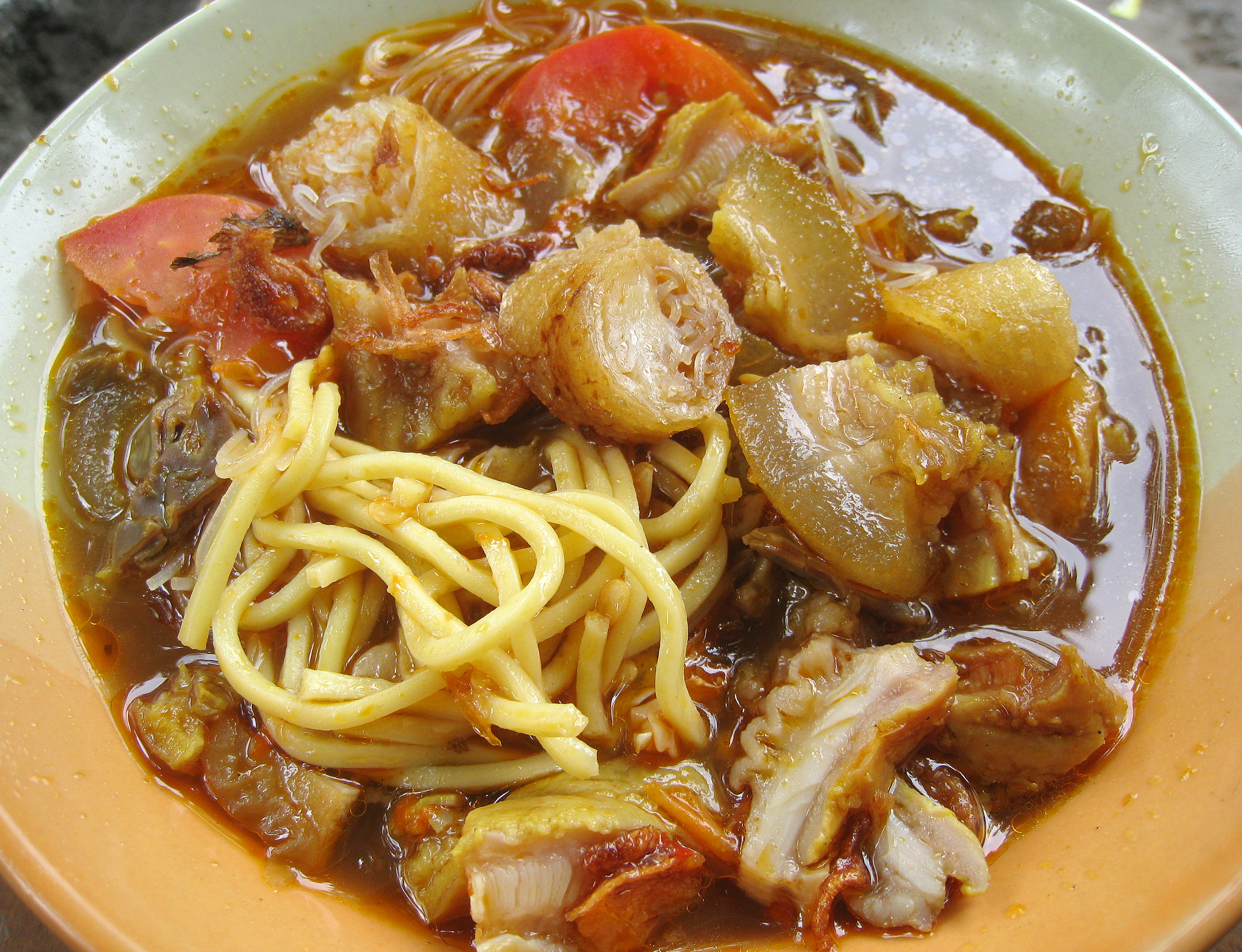
소토 미
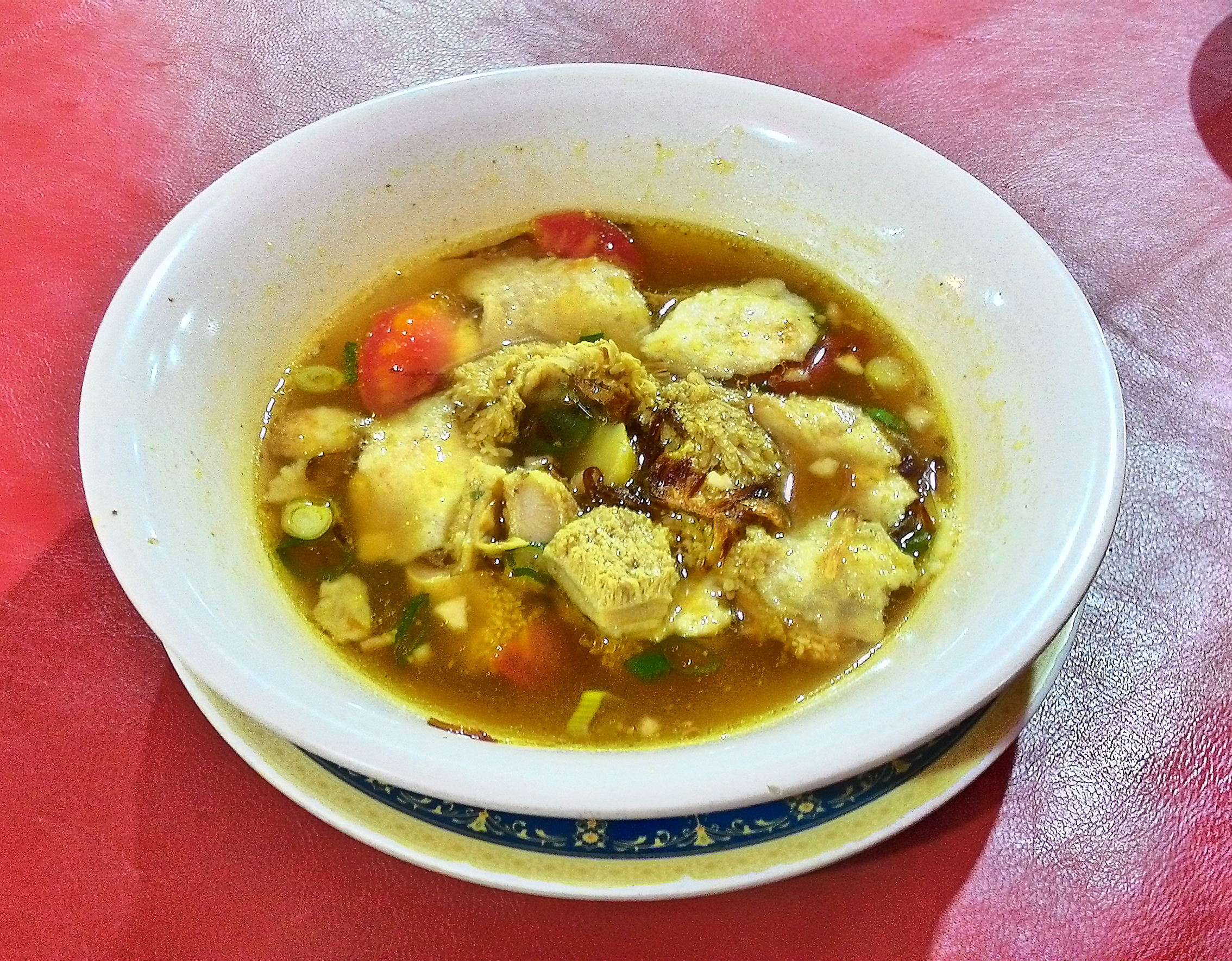
소토 바밧
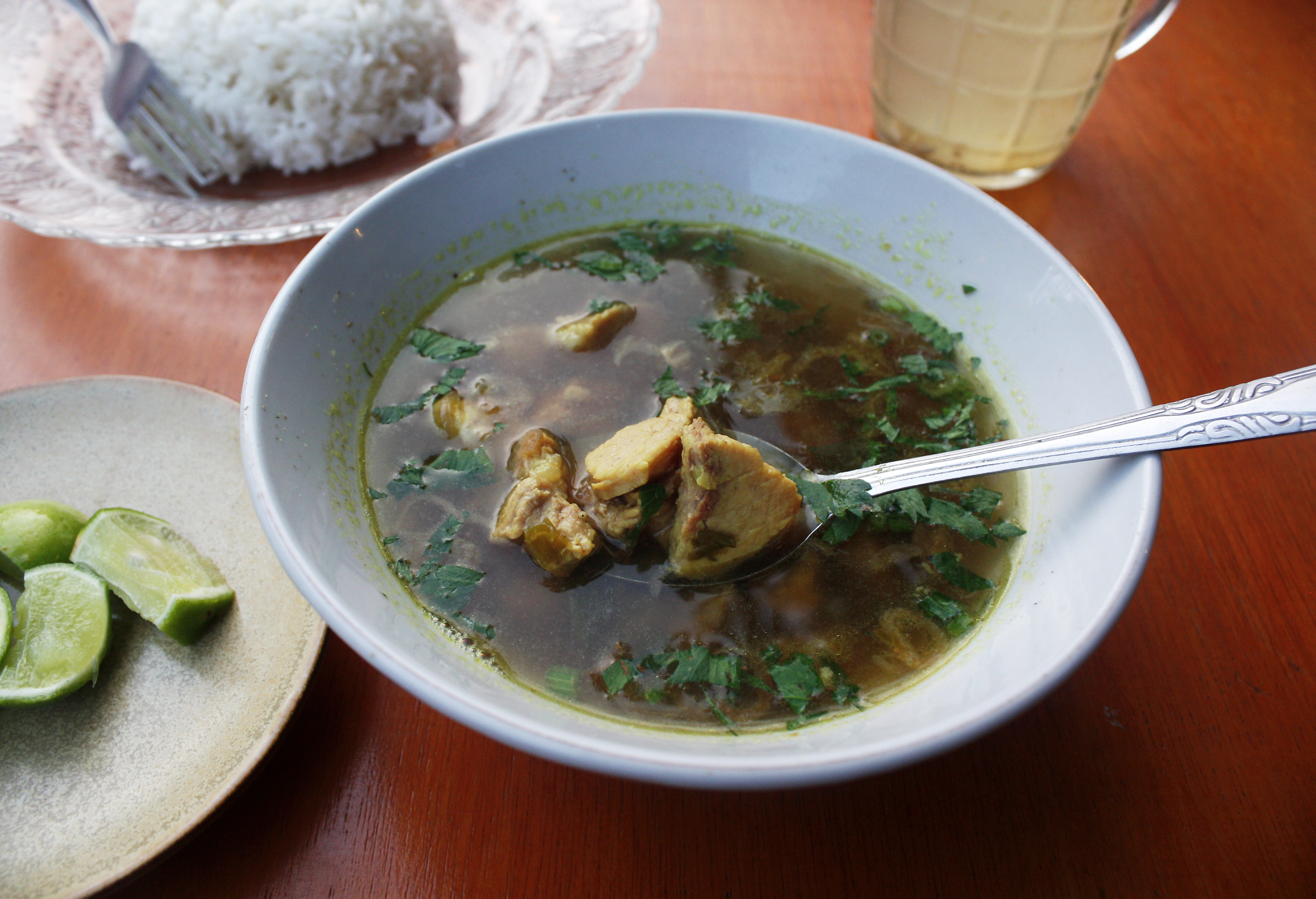
소토 바비
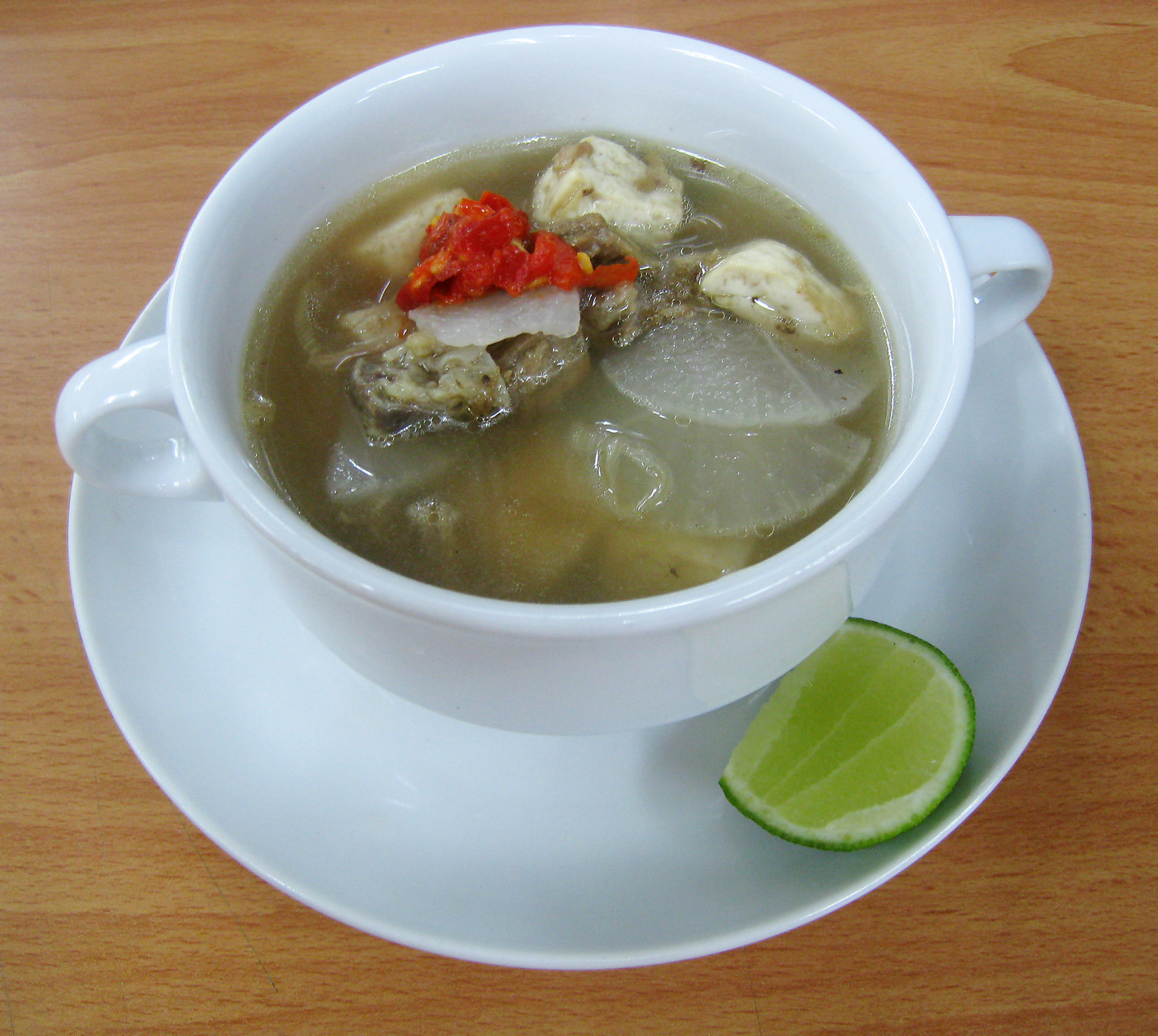
소토 반둥
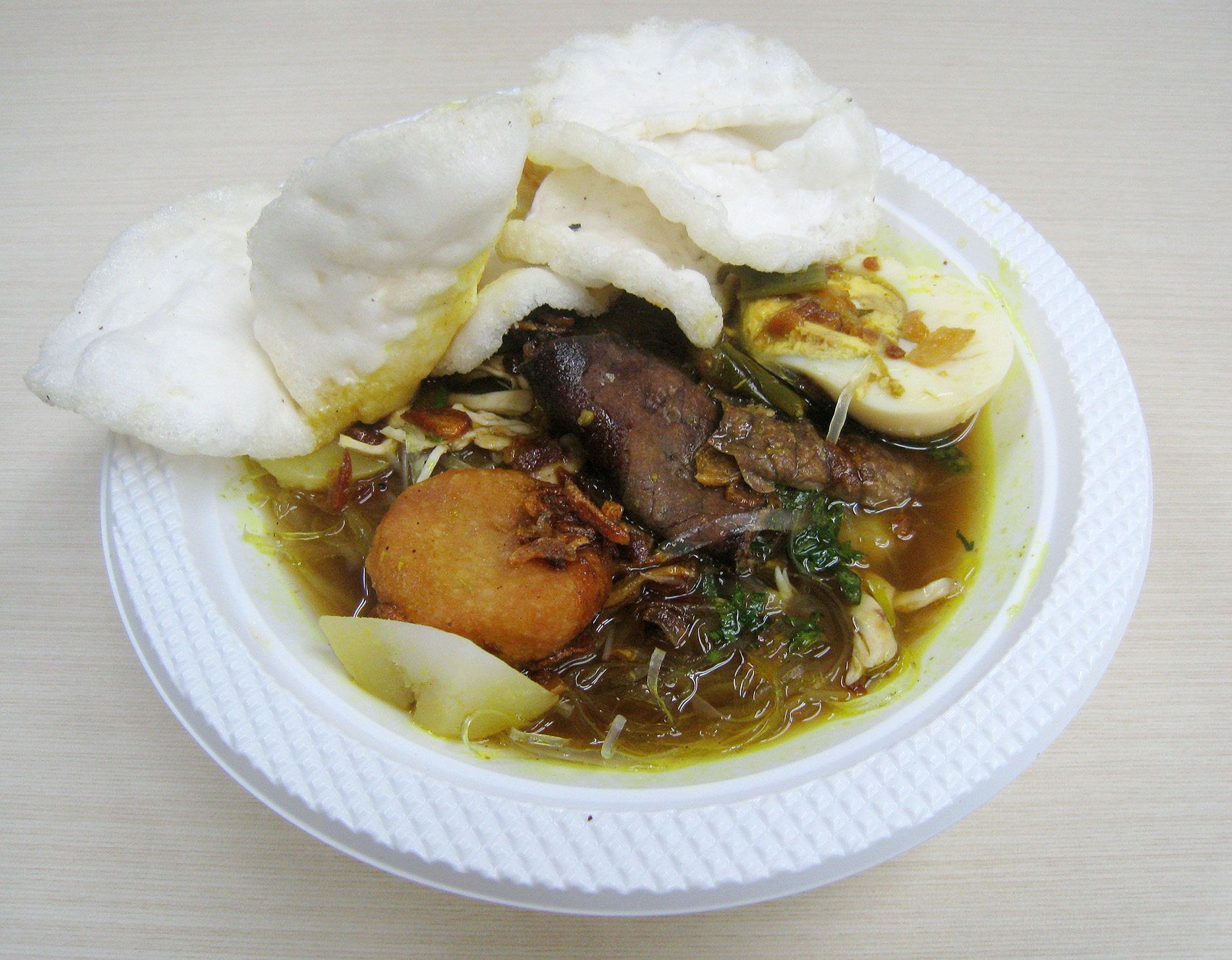
소토 반자르
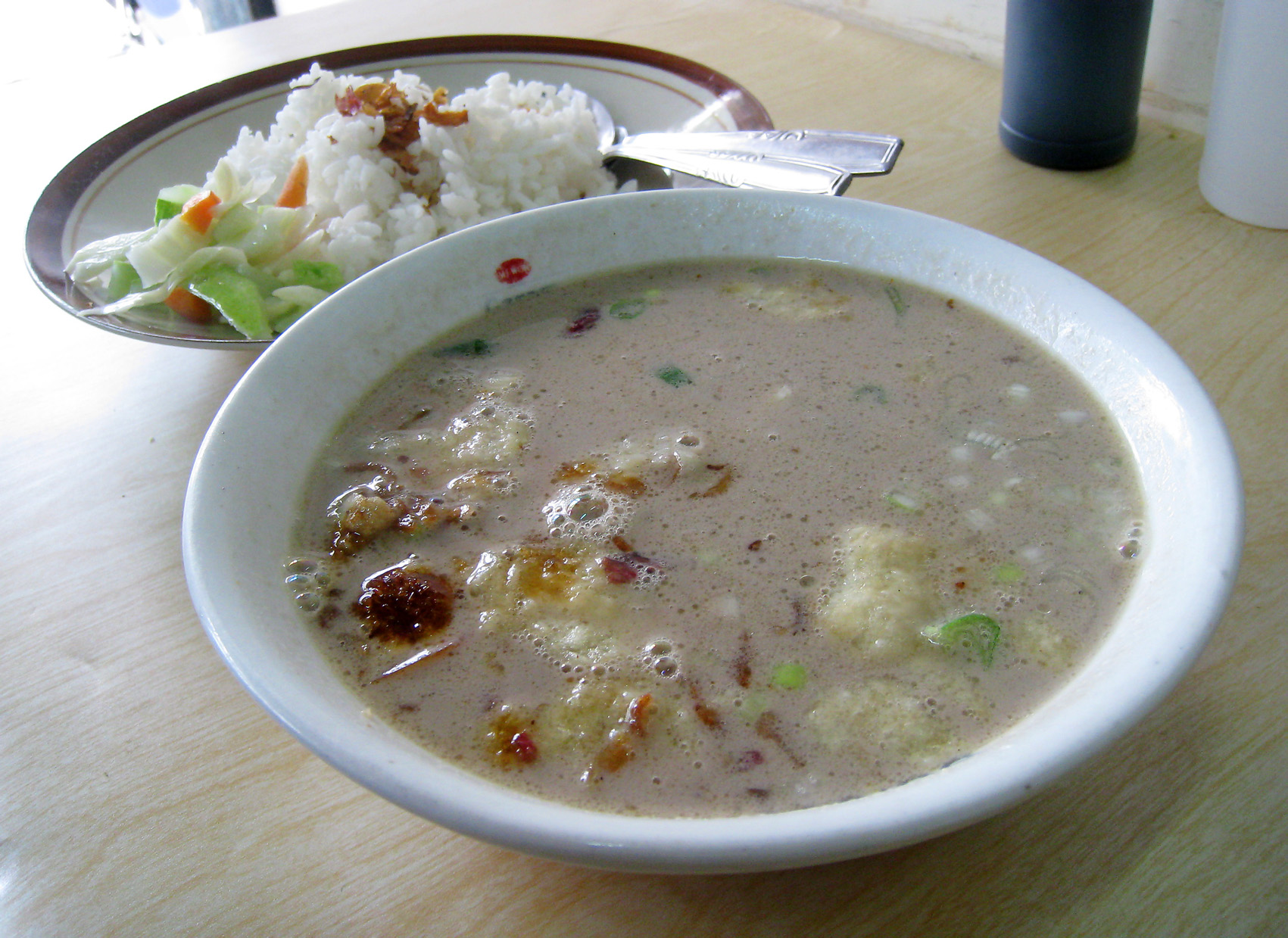
소토 브타위
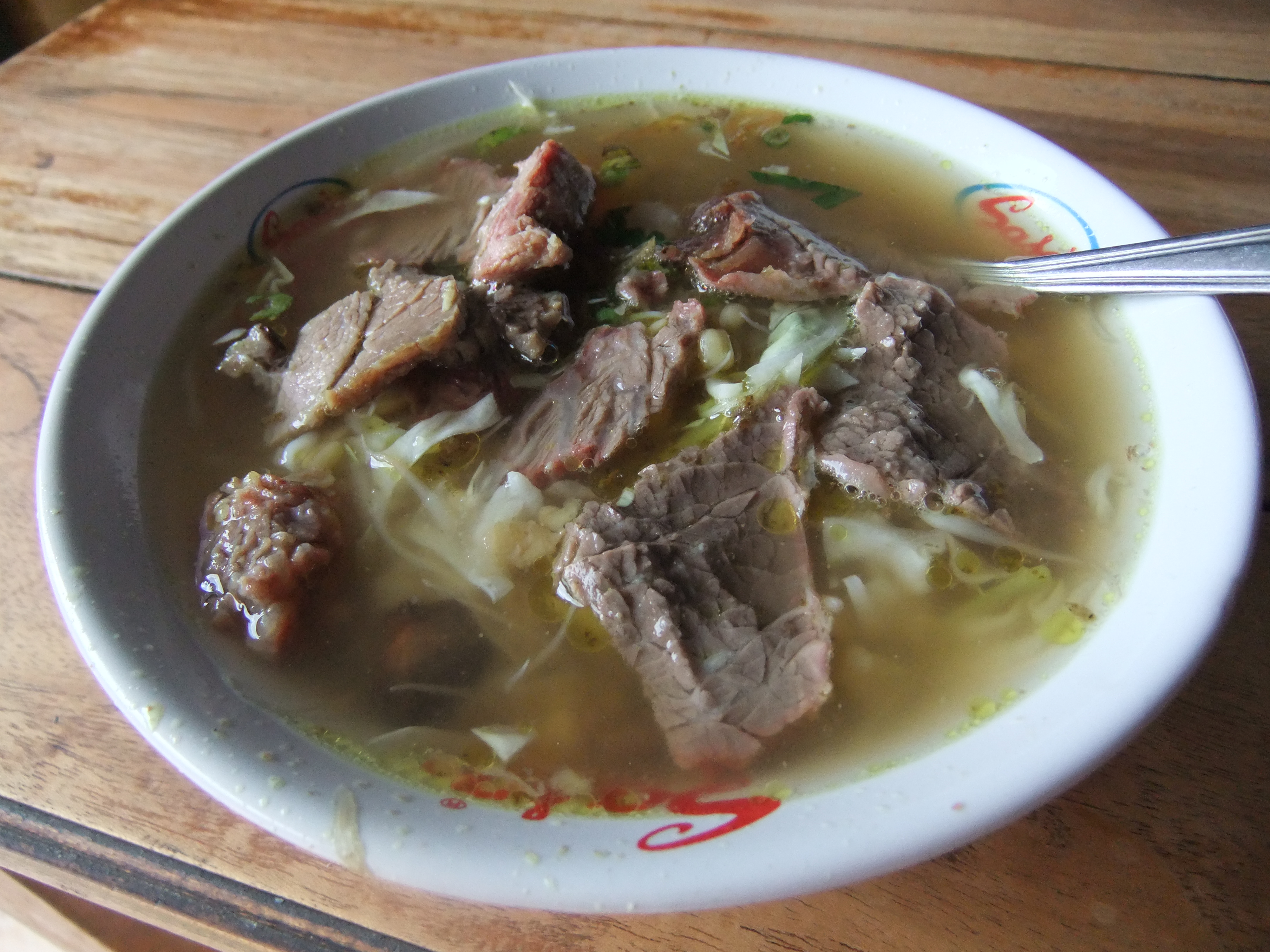
소토 사피
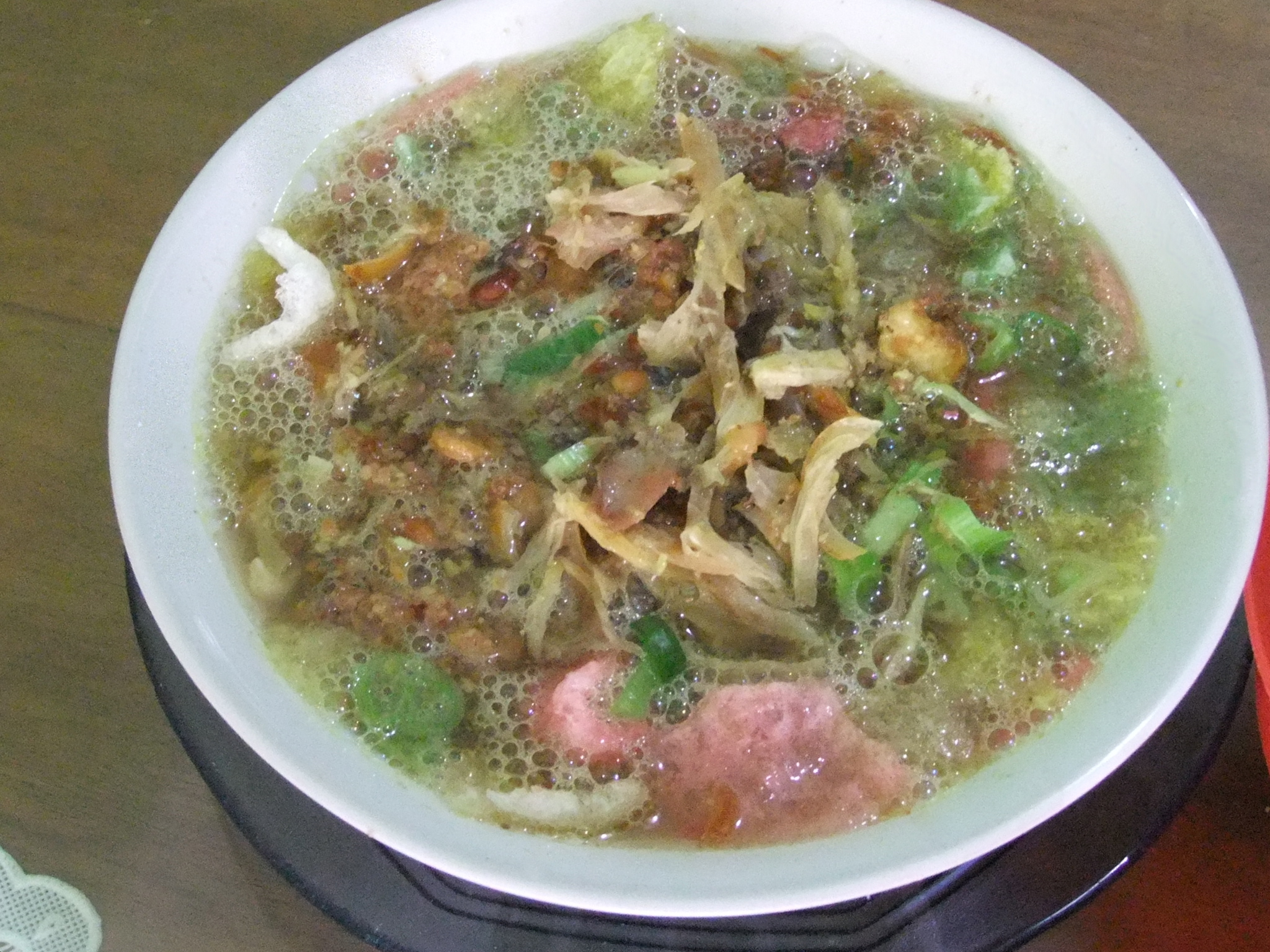
소토 소카라자
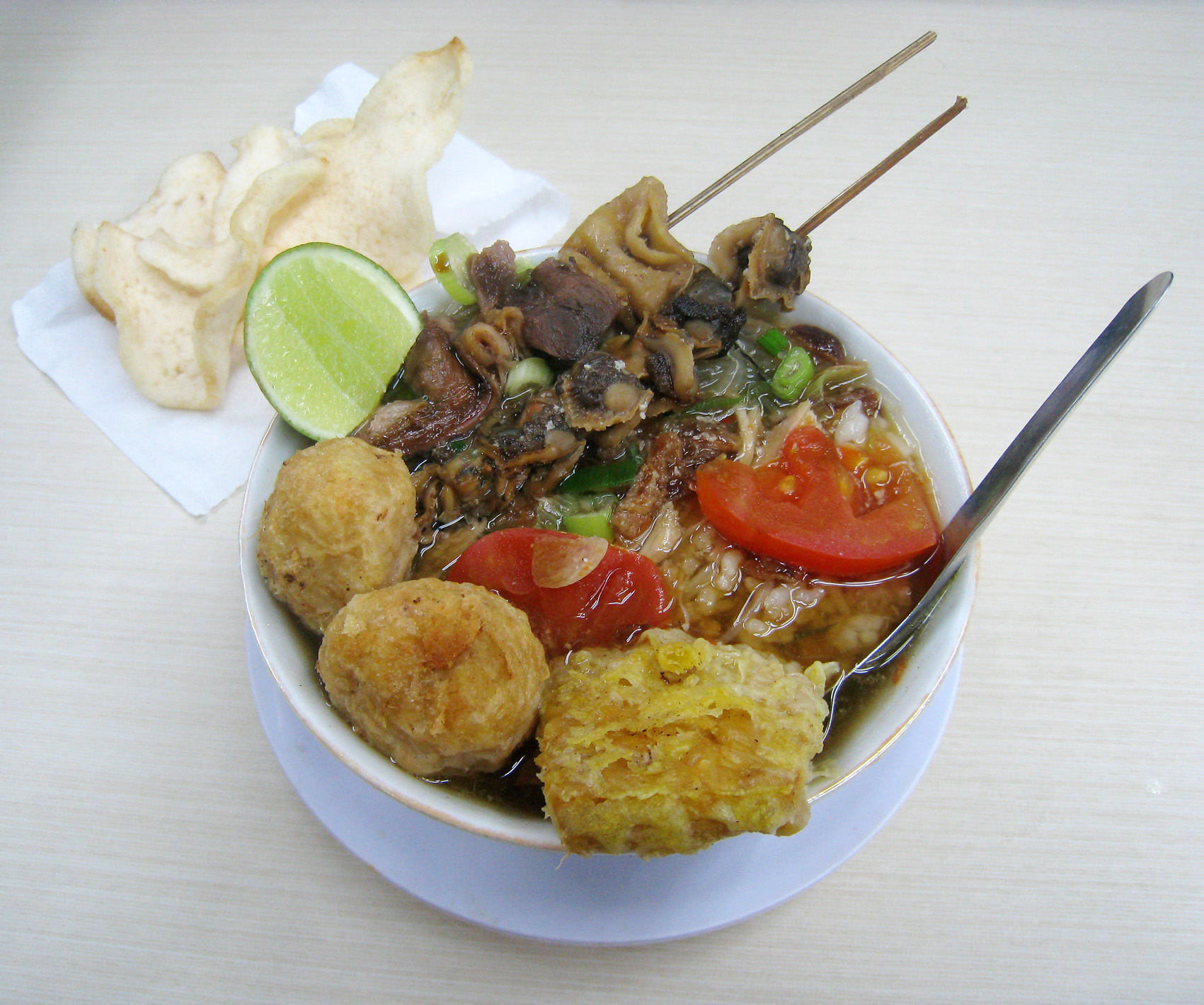
소토 스마랑
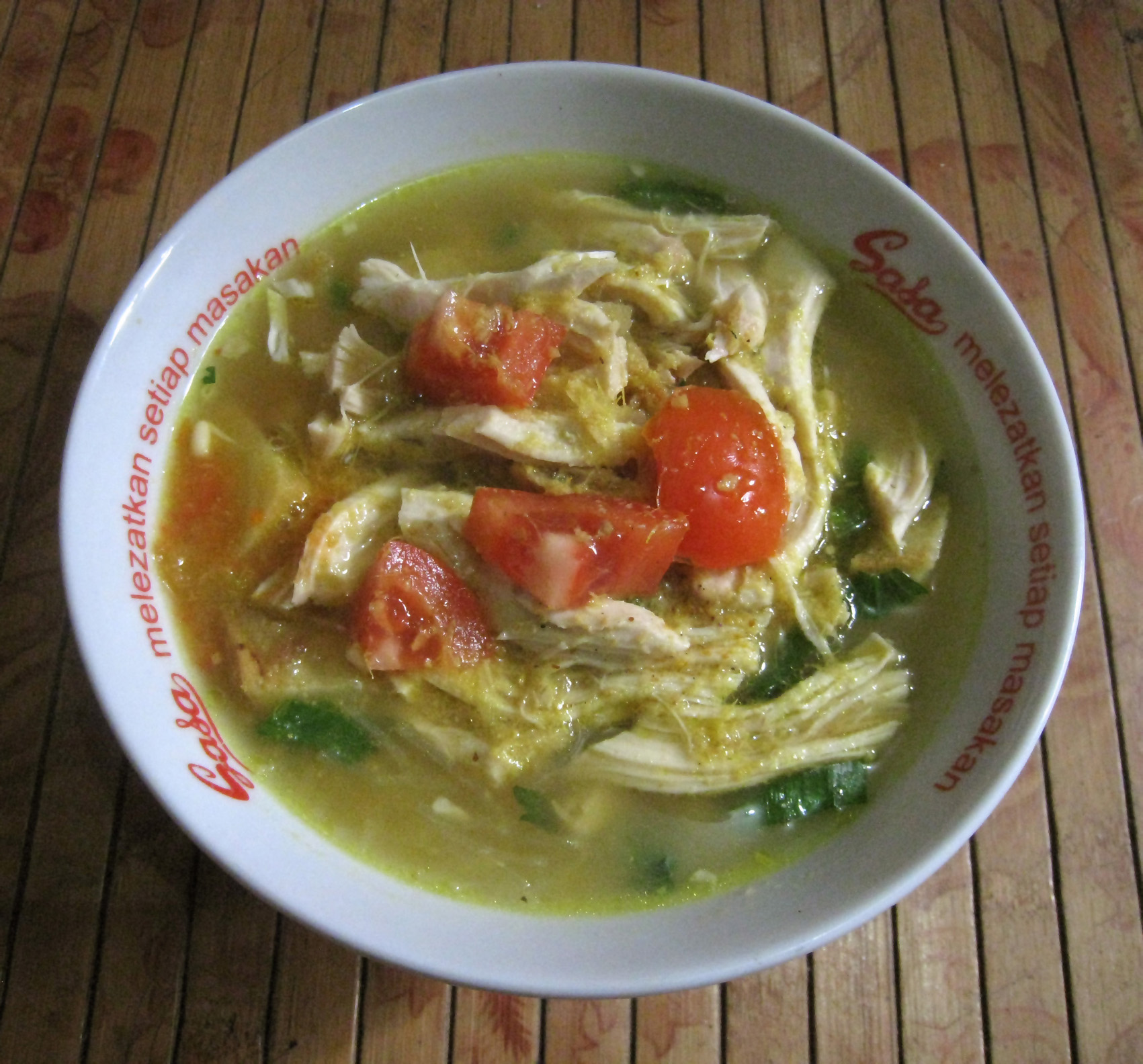
소토 아얌
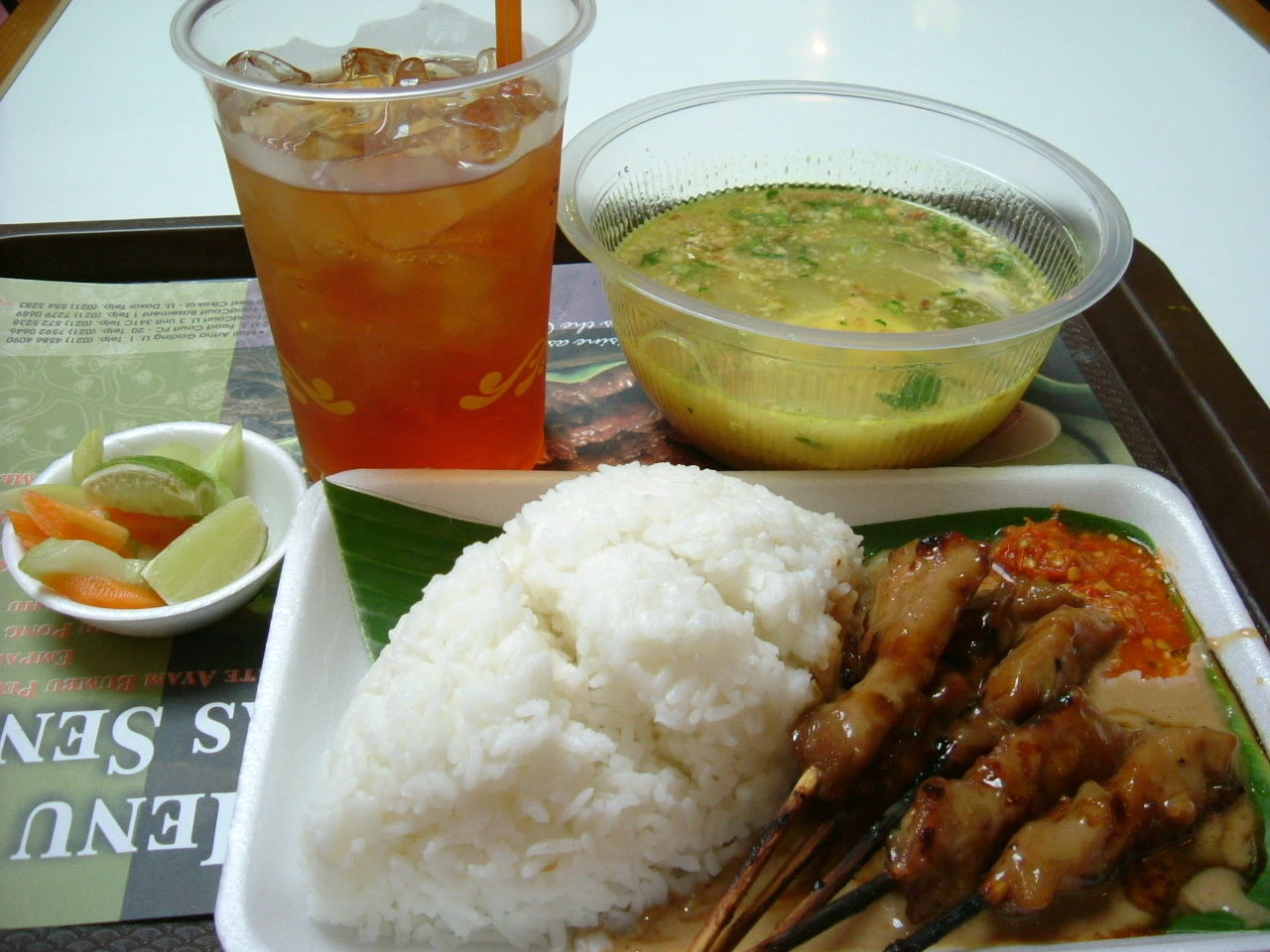
소토 암벵안
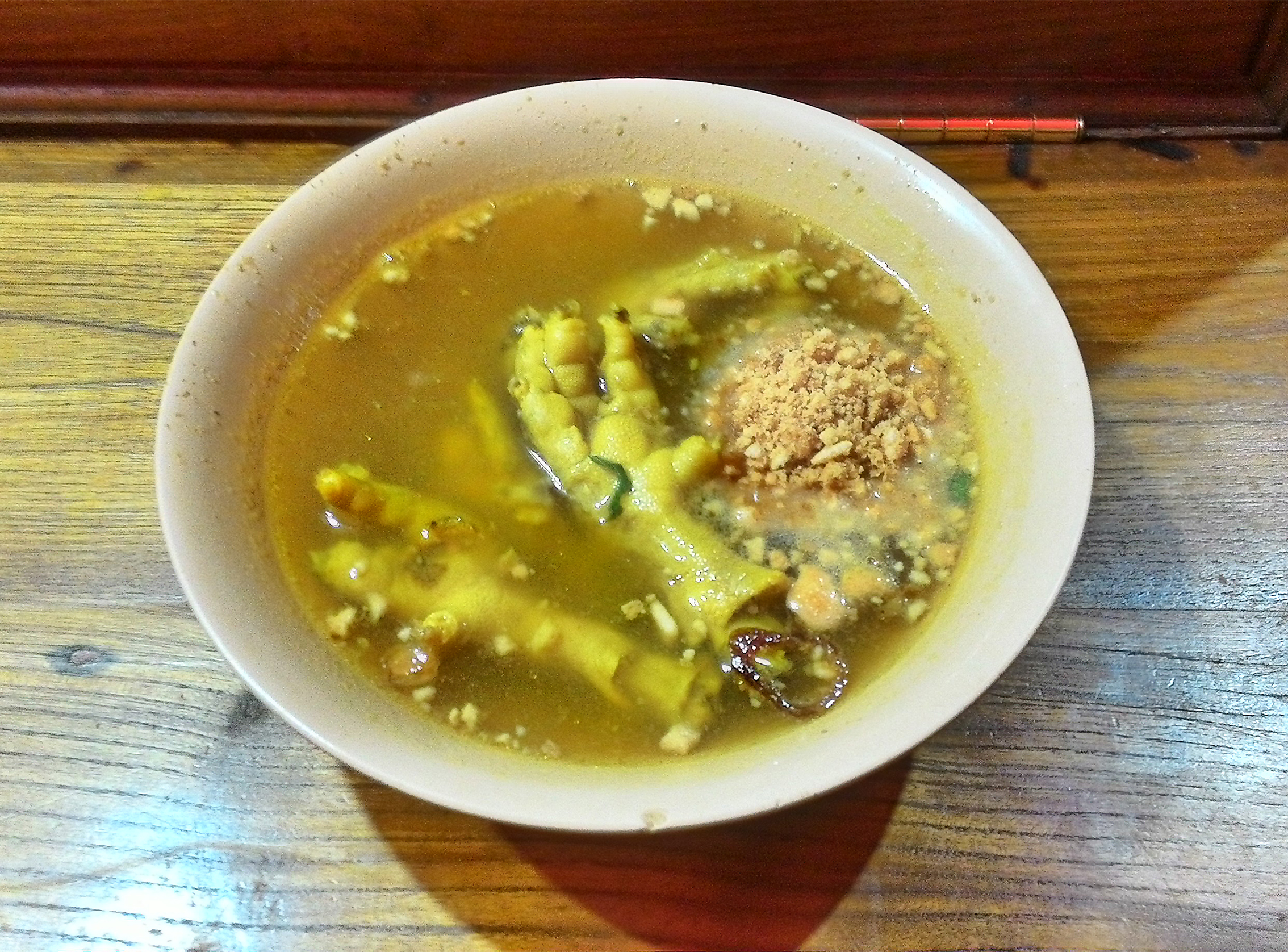
소토 츠크르
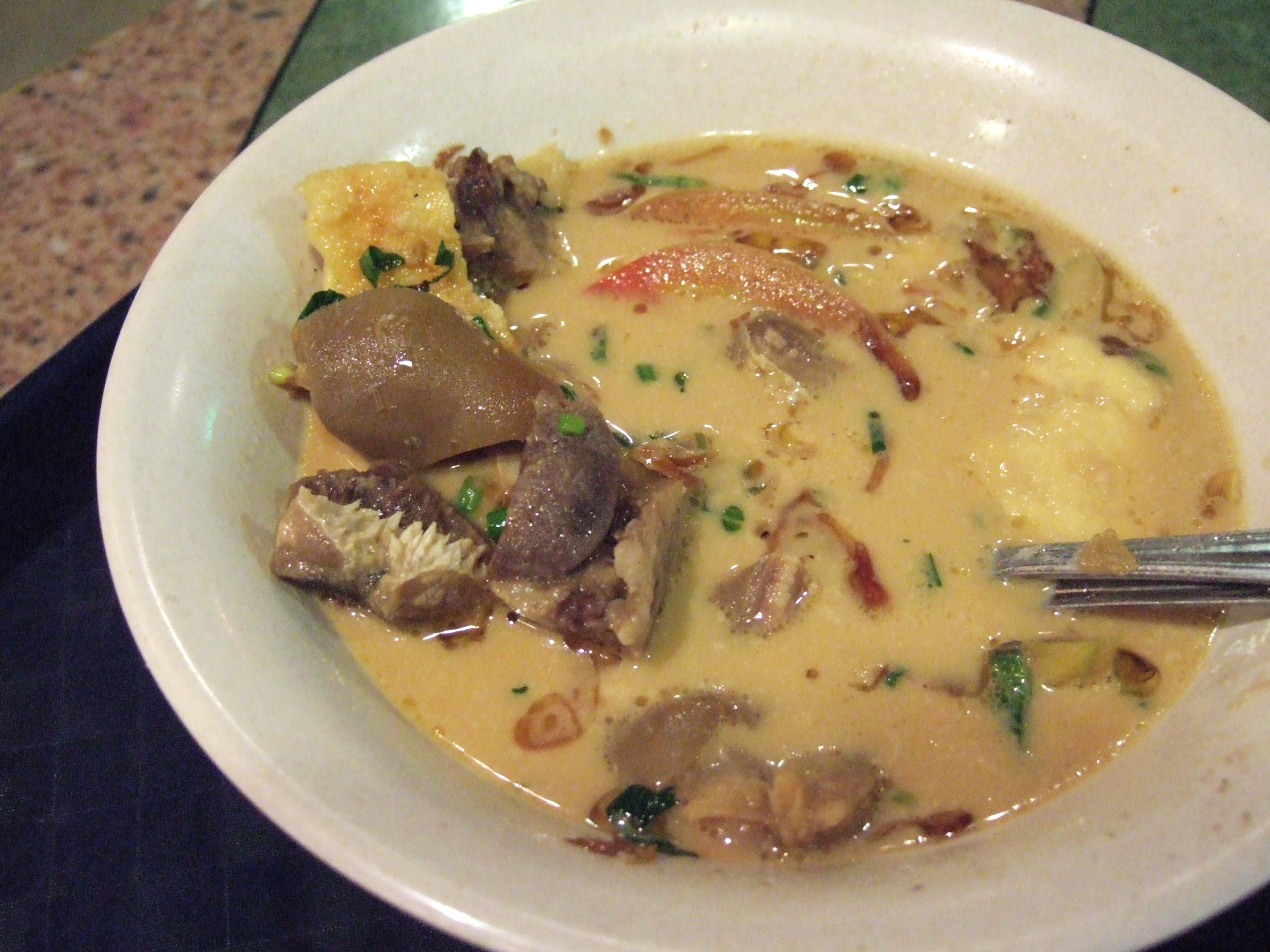
소토 카키
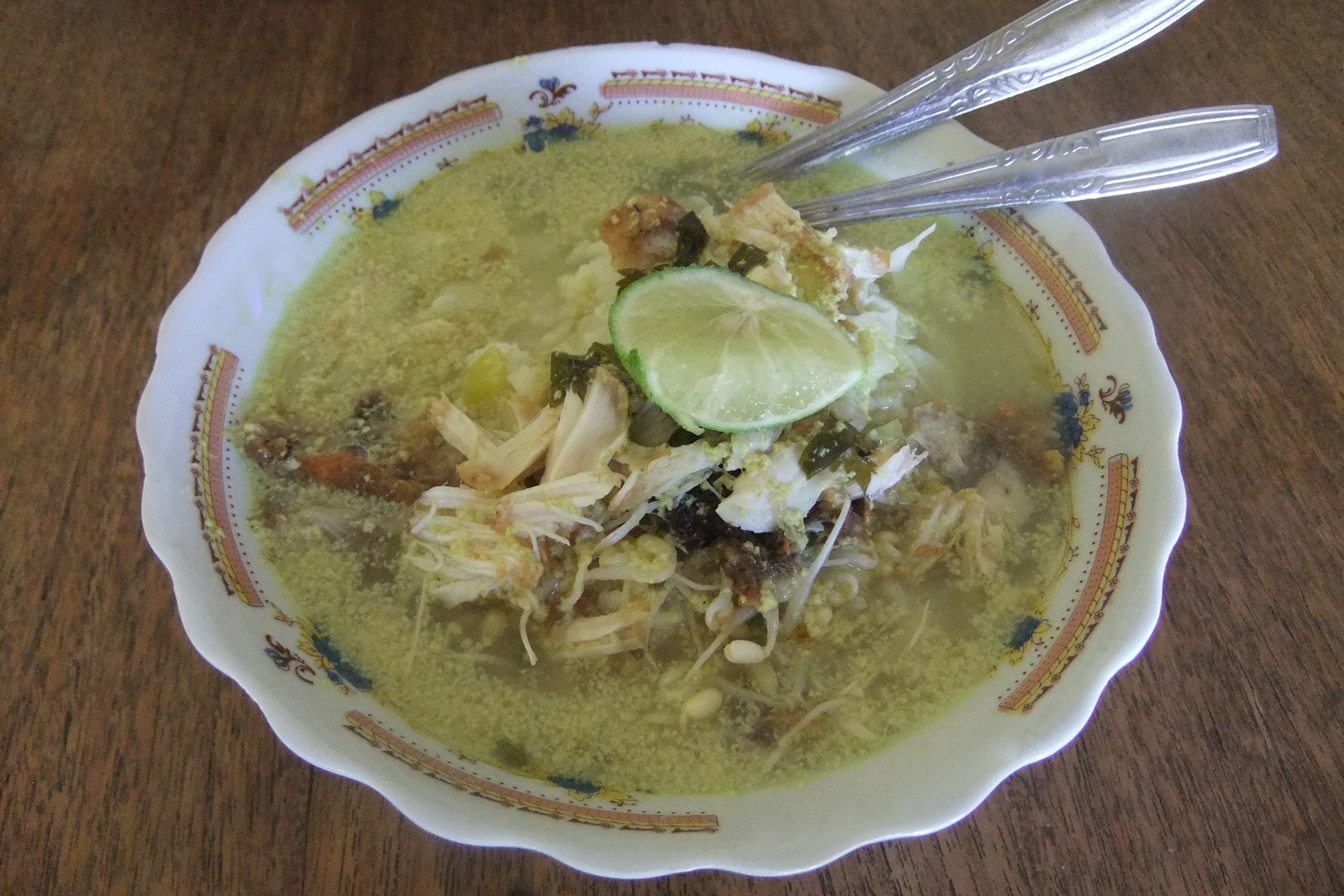
소토 케디리
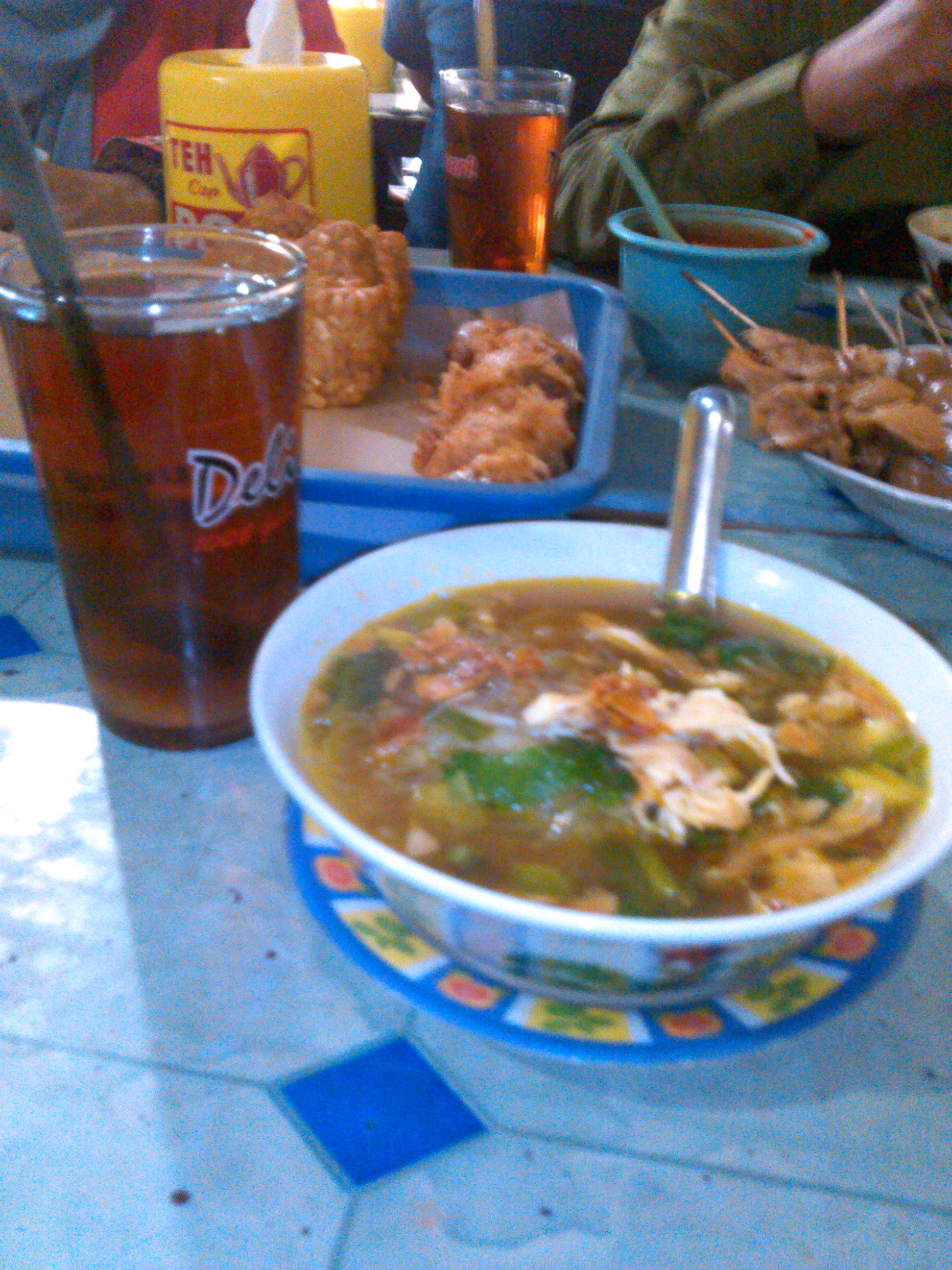
소토 쿠두스
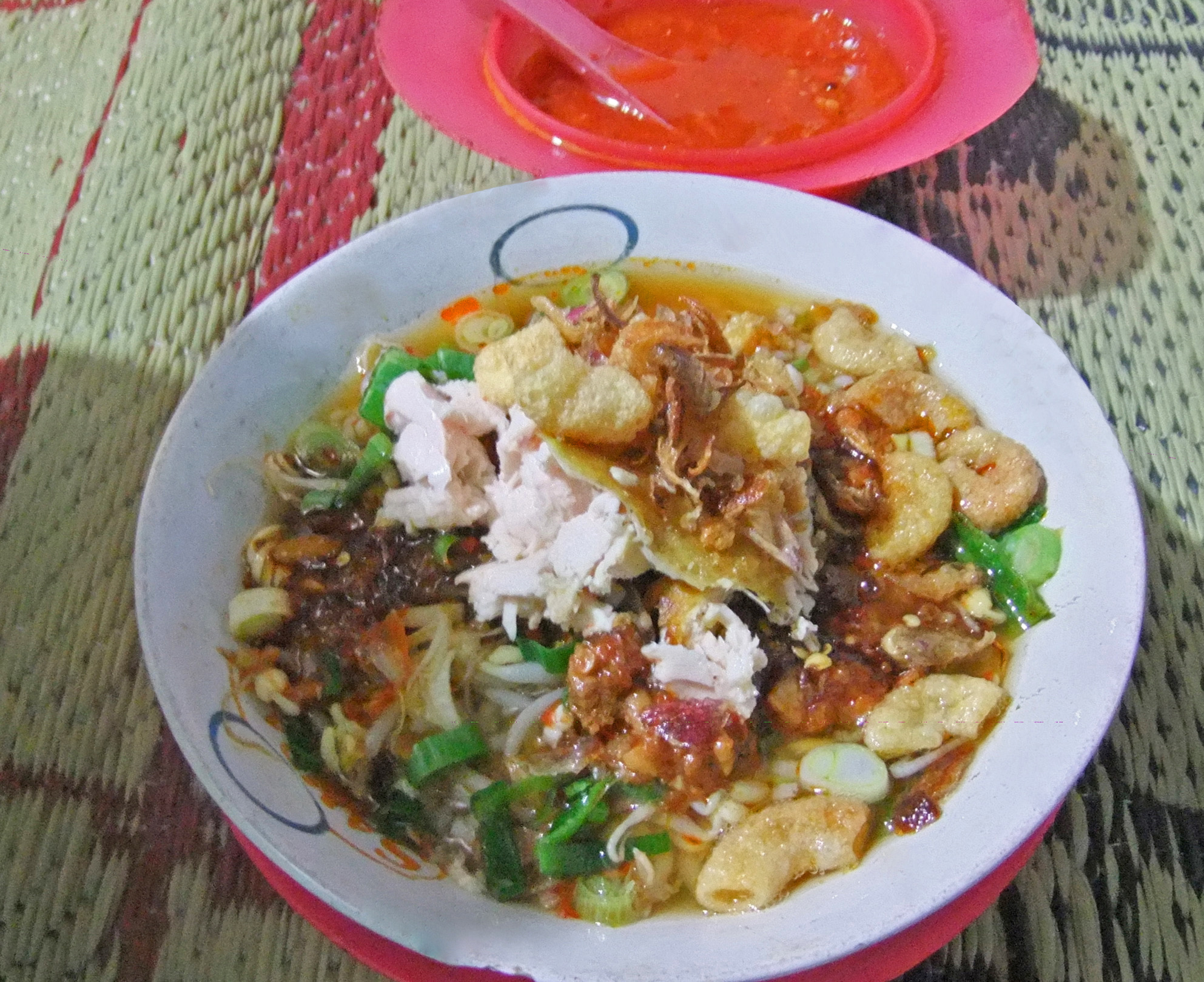
소토 트갈
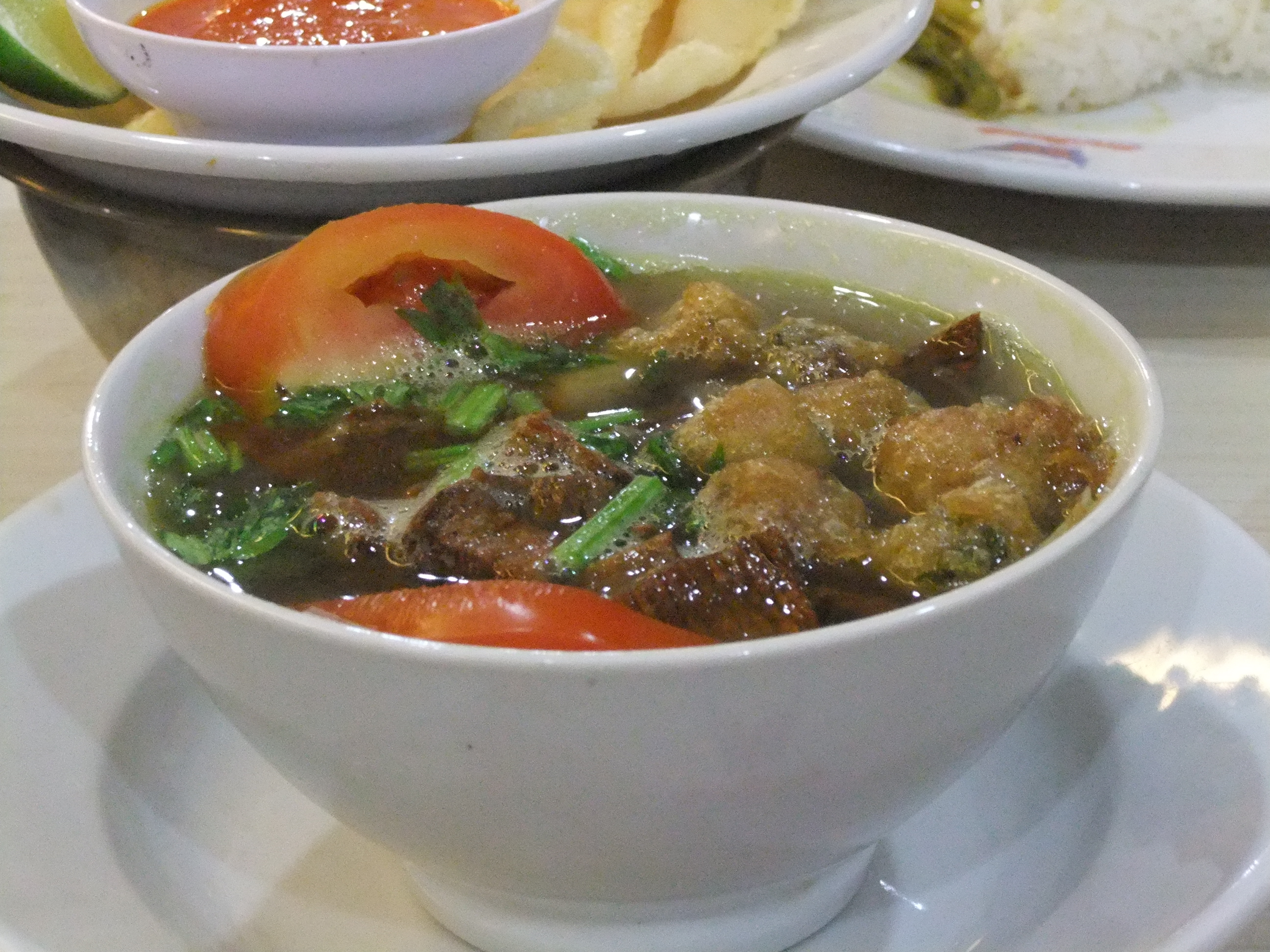
소토 파당
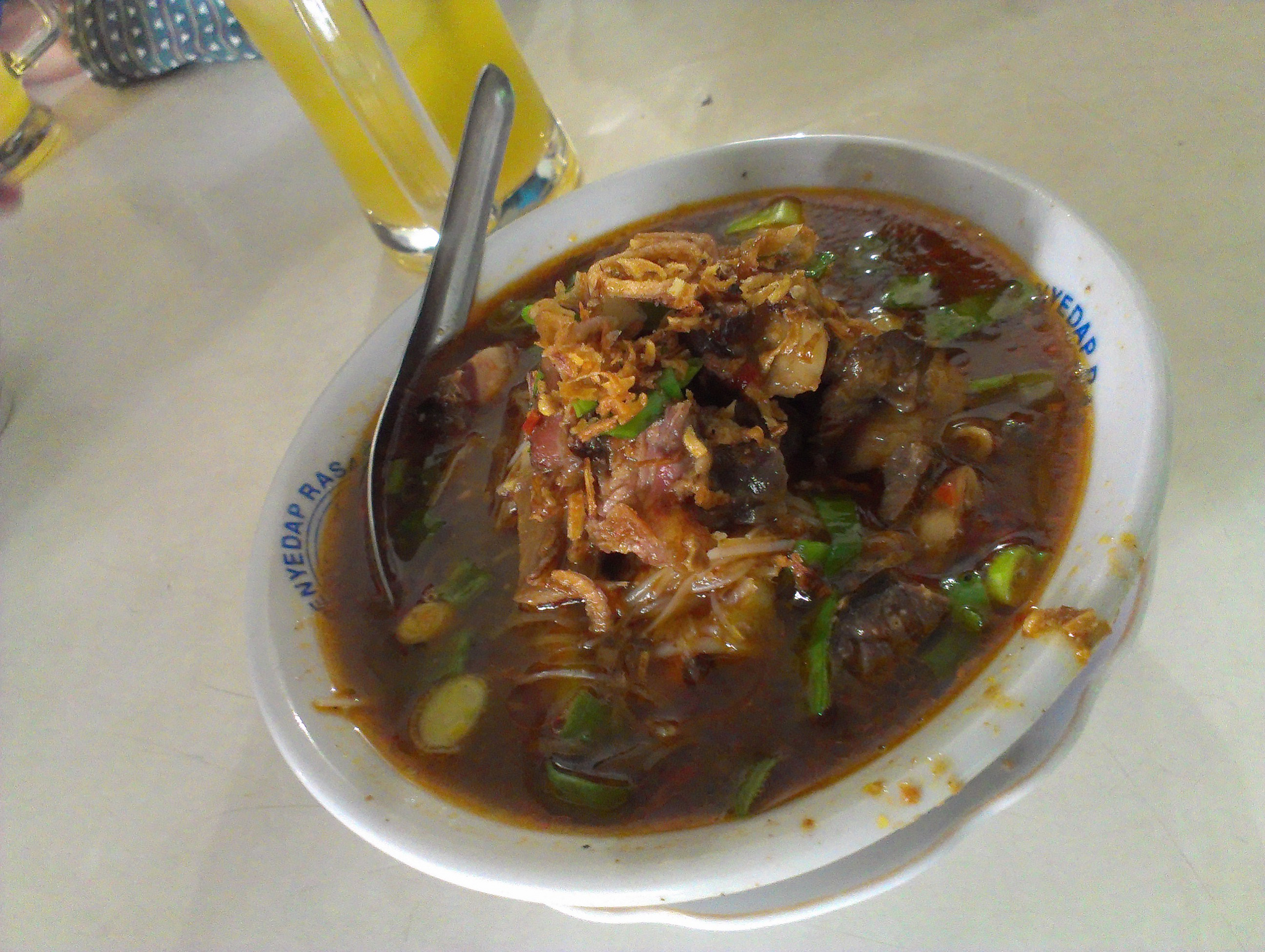
소토 프칼롱안